# Schausia cosmetica
Schausia cosmetica är en fjärilsart som beskrevs av Karsch 1898. Schausia cosmetica ingår i släktet Schausia och familjen nattflyn. Inga underarter finns listade.